# 笑福亭圓三郎
笑福亭 圓三郎（しょうふくてい えんさぶろう、1898年 - 昭和極初期・中期没）は、上方落語の落語家（上方噺家）。本名：下村弥三郎。
最初4代目桂文團治の門で團若から、桂米之助を名乗る。当時は旅廻り専門となる。
1913年ころに3代目笑福亭圓笑の門下で笑福亭圓三郎となった。売り出し中だった1921年に何事があったか不明だがありったけの金で豪遊し服毒自殺を図った。幸い発見が早くて一命は取り留めたが、回復後兄弟子の2代目笑福亭福圓の門下に預けられる。大正の末に福圓とともに大八会に参加し連盟に連ねているがその後は消息不明。芸風も伝わっていない。